# Јожеф Варкоњи
Јожеф Варкоњи (мађ. Várkonyi József; Сечањ, 1879 — Петровград, 2. октобра 1938) био је мађарски и југословенски сликар.

## Биографија
Рођен 1879. године у Сечњу. Као стипендиста Торонталске жупаније студирао је на Цртачкој школи у Будимпешти. По повратку у Банат запошљава се као жупанијски чиновник у Великом Бечкереку и прикључује групи торонталских сликара. Био је један од оснивача „Великобечкеречких импресиониста”. Покушао је да реализује идеју о оснивању уметничке колоније у граду, окупивши 1931. године неколико сликара са простора Војводине у својој кући на обали Бегеја. Радио је слике у акварелу и уљу, највише је сликао пејзаже, а стилски је припадао импресионизму.
Био је одличан мачевалац, те је два пута (1907. и 1908) био првак Мађарске у мачевању. Био је председник мачевалачке секције Спортског клуба „Војводина” у Петровграду.

## Галерија
- Одмор у парку, Народни музеј Зрењанин
- Обала Бегеја са чамцем, Народни музеј Зрењанин
- Мотив са Бегеја, Народни музеј Зрењанин
- Парк, Народни музеј Зрењанин
- Пристаниште на Бегеју, Народни музеј Зрењанин
- Снежни пејзаж, Народни музеј Зрењанин